# 몬세프 마르주키
모하메드 몬세프 마르주키(아랍어: محمد المنصف المرزوقي, 프랑스어: Mohamed Moncef Marzouki, 1945년 7월 7일~)는 2011년에 새로 선출된 튀니지의 대통령이다. 의회에서 217명 중 153명의 지지로 당선되었다. 인권운동가로 활동하고 있다. 2021년 11월, Moncef Marzouki는 국가 안보를 위험에 빠뜨렸다는 이유로 국제 체포 영장의 대상이 되었습니다.

## 역대 선거 결과
| 선거명      | 직책명          | 대수 | 정당       | 득표율 | 득표수      | 결과 | 당락 |
| ----------- | --------------- | ---- | ---------- | ------ | ----------- | ---- | ---- |
| 2011년 선거 | 튀니지의 대통령 | 4대  | 공화의회당 | 75.7%  | 153표       | 1위  |      |
| 2014년 선거 | 튀니지의 대통령 | 5대  | 공화의회당 | 44.32% | 1,378,513표 | 2위  | 낙선 |